# Valklampi
Valklampi är en sjö i Finland. Den ligger i kommunen Fredrikshamn i landskapet Kymmenedalen, i den södra delen av landet, 130 km öster om huvudstaden Helsingfors. Valklampi ligger 35 meter över havet. I omgivningarna runt Valklampi växer i huvudsak blandskog. Arean är 23,1 hektar och strandlinjen är 2,92 kilometer lång. Sjön  ingår i Vehkajokis huvudavrinningsområde. 